# A19 (автомагистраль, Германия)
Автомагистраль A19 (нем. Bundesautobahn 19, сокр. Autobahn 19) проходит от трассы A24 на севере земли Бранденбург у Витштока до ганзейского города Росток, часть автодороги от Ростокского порта до Берлина, пересекая Мекленбург-Передняя Померанию с юга на север.
Длина автобана — 124 км. Кроме Варновского туннеля, проезд по трассе бесплатный.

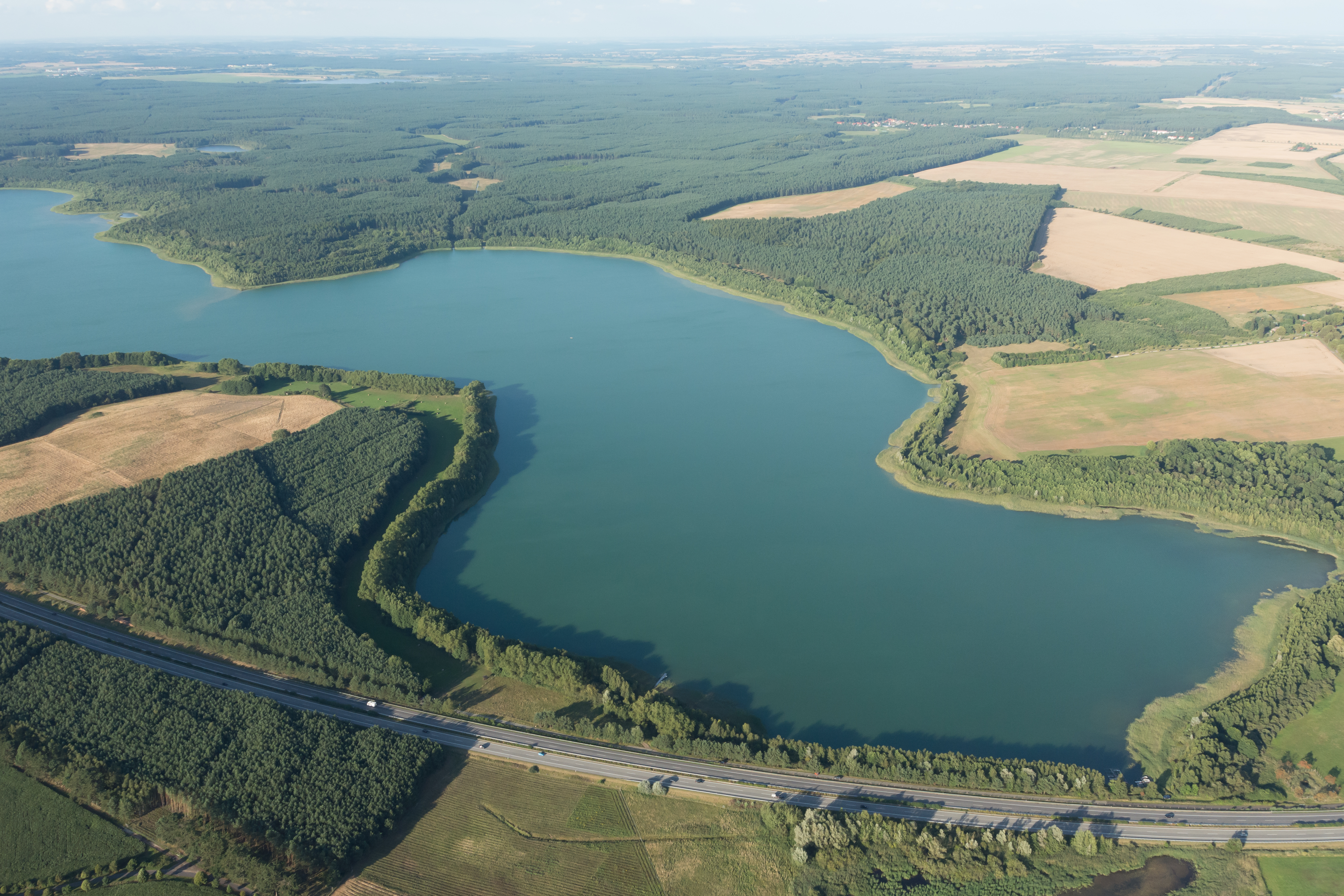
A19 около Древицер-Зе
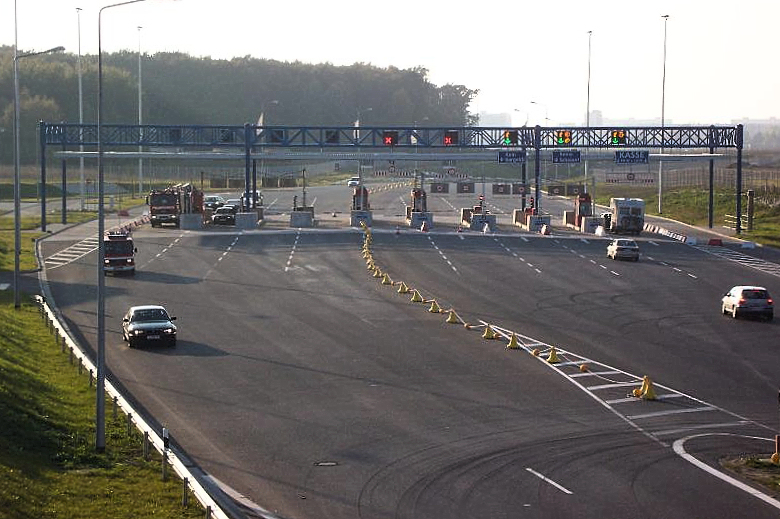
около Варновского туннеля
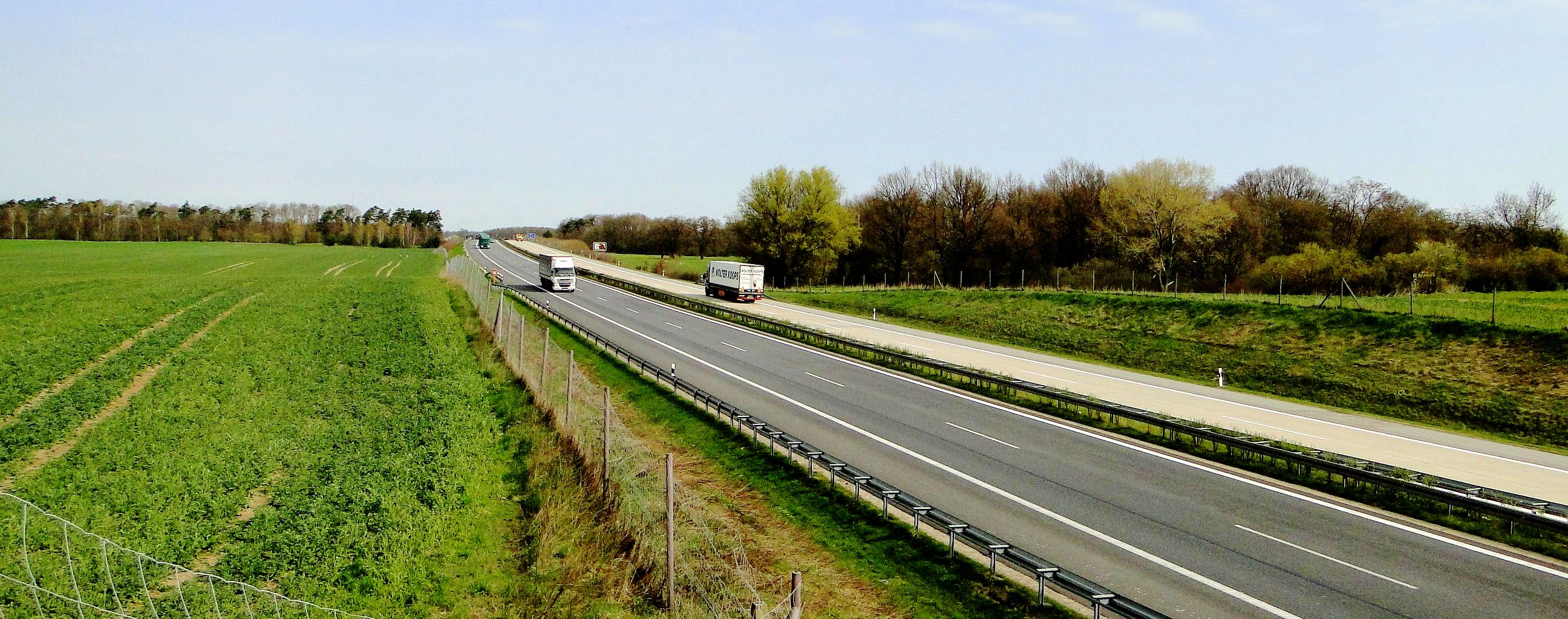